# Luisella babai
La flabellina bianca (Luisella babai (Schmekel, 1973)) è un mollusco nudibranchio della famiglia Samlidae. È l'unica specie nota del genere Luisella.
L'epiteto specifico è un omaggio al malacologo giapponese Kikutaro Baba (1905–2001).

## Descrizione
Corpo allungato di colore generalmente da bianco a azzurro, talvolta arancio o violetto, più scuro nella parte frontale, con due linee più scure ad unire i cerata lungo il corpo. Cerata in gruppi di 3-9, dello stesso colore del corpo all'attaccatura fino a diventare giallo-arancio sulla parte terminale. Lunghi tentacoli anteriori dello stesso colore del corpo, rinofori dello stesso colore del corpo, gialli nella parte terminale. Apparato digerente e fegato visibile in trasparenza. Fino a 5 centimetri.

## Biologia
Si nutre di idrozoi.

## Distribuzione e habitat
La specie è diffusa nel mar Mediterraneo, e nelle acque costiere dell'Atlantico orientale, dal Portogallo al Senegal.
Vive su fondali duri, da 10 fino a 50 metri di profondità.